# راک هاوس (آریزونا)

منطقه مسکونی در آمریکا

راک هاوس (به انگلیسی: Rock House) یک منطقهٔ مسکونی در ایالات متحده آمریکا است که در آریزونا واقع شده‌است. راک هاوس ۱٫۶۶ کیلومتر مربع مساحت و ۲۶٬۳۶۱ نفر جمعیت دارد و ۶۶۷٫۵۲ متر بالاتر از سطح دریا واقع شده‌است.